# La ragazza fuoristrada
Pour plus de détails, voir Fiche technique et Distribution.
La ragazza fuoristrada est une comédie dramatique italienne réalisée par Luigi Scattini et sortie en 1973.

## Synopsis
Giorgio Martini, un journaliste publicitaire qui se rend en Égypte pour un reportage, tombe amoureux d'une belle Nubienne. Il l'emmène avec lui à Ferrare en Italie, la présente à ses parents et, malgré leur perplexité, l'épouse. La naïveté, la spontanéité et la sincérité de Maryam font irruption dans cette ville de province et se heurtent à un environnement hypocrite, mesquin et raciste. Elle sera alors victime du jeu cruel d'un ex-amant du journaliste et d'une farce de deux amis éconduits. Giorgio, pensant que Maryam l'a trompé, commence à la négliger. Celle-ci, après avoir avorté, l'abandonne et retourne auprès des siens.

## Fiche technique
- Titre original : La ragazza fuoristrada[1]
- Réalisation : Luigi Scattini
- Scénario : Luigi Scattini, Leo Chiosso (it), Gustavo Palazio (it)
- Photographie : Antonio Borghesi (it)
- Montage : Luigi Scattini
- Musique : Piero Umiliani
- Décors : Gastone Carsetti
- Production : Alberto Adami
- Société de production : Filmarpa, P.A.C. - Produzioni Atlas Consorziate
- Pays de production :  Italie
- Langue originale : italien
- Format : couleur par Eastmancolor - Son mono - 35 mm
- Genre : comédie dramatique
- Durée : 86 minutes
- Dates de sortie : 
  - Italie : 12 août 1973

## Distribution
- Zeudi Araya : Maryam
- Luc Merenda : Giorgio Martini
- Martine Brochard : Mara
- Lucretia Love : Adriana Morganti
- Giacomo Rossi Stuart : Dr Giulio Morganti
- Tony Kendall : Carlo Franzero
- Franco Ressel : Pino Bordoni
- Caterina Boratto : Silvia Marino
- Guido Alberti : Monseigneur Vittorio Baudano
- Rodolfo Mariotti : le peintre Pinìn